# エール (神)

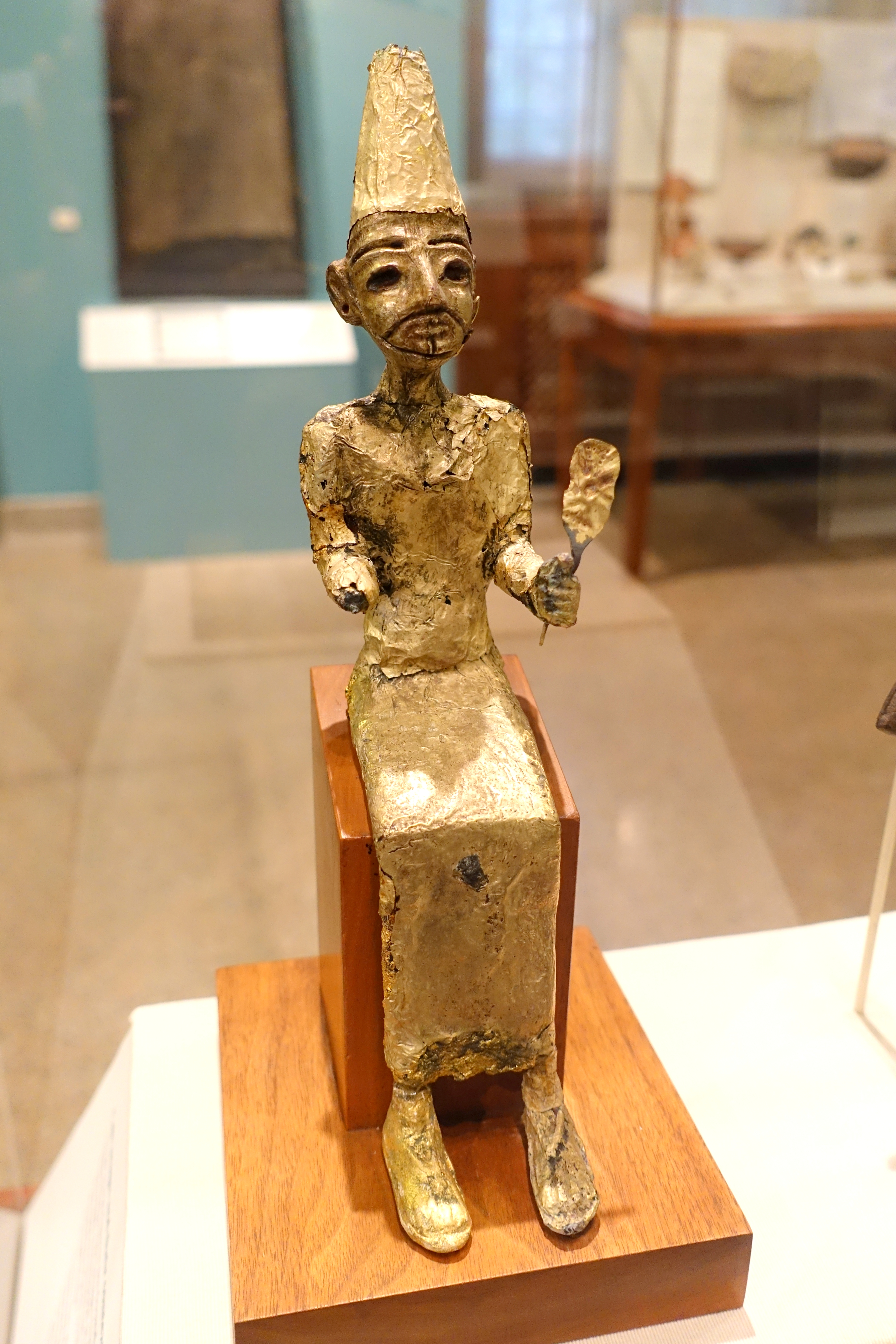
エール神像（メギド）

エール（’ēl , エルとも音写）は、セム語派に於いて最も普通に用いられる神を指す言葉。複数形はエロヒム (Elohim) で「神々」の意だが、オリエントでは神格や王権を複数形で表わすことがあるため、旧約聖書では唯一神「ヤハウェ」の尊称として「エロヒム」が用いられている。なお、エールはヘブライ語形で、アラビア語形ではイル、イラーハ（il,ilāh）、ウガリット語形やアッカド語形でイル（il [’ilu]）等という。この名は恐らく「強くある」と言う意味の語根「’wl」に由来すると考えられている。ミカエル、ガブリエル、ラファエル、ウリエルなどヘブライ語由来の天使の名に含まれる「-エル」はこの語に因む。
またこの言葉は普通名詞として「神」を指すほか、神の中の神である最高神の名称として固有名詞的にも用いられる。日本神話の最高神天照やメソポタミアの最高神ナンムがこれに相当する。

## 解説
ウガリット神話では、最高神イルはアーシラトやアスタルトの夫であらゆる神々の父と呼ばれ、後にバアルの妹にて妻とされたアナトも元々はエルの娘にて妻の位置づけだった。神聖で力ある最高神にして創造神である。一般には、王権を象徴する角のついた冠を頂き玉座に座った男性の姿で表される。イルはレルと呼ばれる平野にある8つの入口と7つの部屋を持つ宮殿に住んでいた。
イルが若い頃、彼が海に出るとアーシラトと彼女の親友の女神たちが洗濯をしていた。イルは彼女たちを観察してその善業を認め、鳥を焼いてアーシラトとアスタルトを招待し、自分の妻か娘になるよう選ばせた。すると2人は妻となることを選んだ。イルと彼女たちの間には70人もの神々が生まれた。
彼はまた神々の会議を招集し議長を務め、また神々の王を指名しまた自由に罷免する権限を持つ。しかし後の時代になると肉体的に弱く、決断力にも欠ける年老いた神ともされ、事実上の主神はむしろバアルである。そのせいか、神話においてイルはバアルには冷淡で、自身の宮殿においてバアルとその仲間達に急襲され、捕縛されて傷つけられ、追放されて以降は彼の敵対者であるヤム＝ナハルやモートを神々の王として擁立した。なお、捕縛されて傷つけられた際にある物が地上に落ちたといわれており、これはイルが去勢されたことの隠喩とされる。
バアルの死によって地上に乾季が訪れた際、イルの畑にもその実害が及んだ。イルはバアルの死を聞くと玉座から降り、ぼろを纏って自身の顔を傷つけた。アーシラトが自身の息子アッタルに王位を継がせようとするが、イルはそれを断った。その後、イルは夢でバアルが復活する事を知った。
ハルナイムの王・ダニルウには子供がおらず、バアルは彼に息子を与えるようとりなした。その結果、ダニルウとその妻との間には息子・アクハトが生まれた。その後、ダニルウの為にコシャル・ハシスが作った特別な弓を手に入れようとアナトがダニルウに近づいたが、ダニルウは弓を渡すことを断った。そこでアナトは復讐のためにイルにこのことを告げ、イルは気性の激しいアナトに忠告しても無駄だと思い容認したが、「あまり気ままなことをすると後で報いがある」と釘を刺している。
王妃と8人の子供たちを病気や戦争で亡くし、悲しむケレト王の夢の中に現れたイルは、自身への供物とバアルへの祈りを捧げるよう勧め、ウドムの王パベルの娘・フルリヤを手に入れるための知恵を授けた。また、ケレトが自身の結婚式の祝宴にイルらをはじめとする神々などを招いた際にはケレトを祝福し、「ケレトとフルリヤの間には7人の息子と1人の娘が生まれる」と告げた。その後、ケレトがその祝宴にアーシラトだけを招き忘れたのが原因で病に冒された際には、粘土でまじないのための人形を作り、巫女シャトカトを送り込んでケレトの病気を治させた。
旧約聖書にもエール・エルヨーン（いと高き者）、エール・オーラーム（永遠の神）などの名が現れるが、実際にはほとんどヤハウェの異名として用いられている。
イスラム教以前のいわゆるジャーヒリーヤ時代のアッラーフは、カアバ神殿に祭祀されていた360の神々の最高神であり、特に緊急時の救済を司る神として崇められていた。また、アッラート、マナート、アル・ウッザーという三女神の父とされていた。